# Джалиль (городское поселение)
Городско́е поселе́ние посёлок городско́го ти́па Джали́ль — муниципальное образование в Сармановском районе Татарстана Российской Федерации.
Административный центр — пгт Джалиль.

## История
Статус и границы городского поселения установлены Законом Республики Татарстан от 31 января 2005 года № 39-ЗРТ «Об установлении границ территорий и статусе муниципального образования „Сармановский муниципальный район“ и муниципальных образований в его составе».

## Население
| 2010    | 2011    | 2012    | 2013    | 2014    | 2015    | 2016    |
| ------- | ------- | ------- | ------- | ------- | ------- | ------- |
| 14 202  | ↘14 193 | ↗14 265 | ↘14 250 | ↘14 087 | ↘13 892 | ↘13 708 |
| 2017    | 2018    | 2021    |         |         |         |         |
| ↘13 561 | ↘13 349 | ↗13 806 |         |         |         |         |

## Состав городского поселения
| № | Населённый пункт | Тип населённого пункта      | Население |
| - | ---------------- | --------------------------- | --------- |
| 1 | Абдрахманово     | деревня                     |           |
| 2 | Джалиль          | пгт, административный центр | ↗13 560   |
| 3 | Кызыл Бакча      | деревня                     | ↘46       |
| 4 | Новый Мензелябаш | деревня                     | ↗132      |